# Osttimoresisch-portugiesische Beziehungen
Die osttimoresisch-portugiesischen Beziehungen beschreiben das zwischenstaatliche Verhältnis von Osttimor und Portugal. Die Länder unterhalten seit 2000 direkte diplomatische Beziehungen.
Das bilaterale Verhältnis wird geprägt von der Geschichte Osttimors als portugiesische Kolonie Portugiesisch-Timor vom 16. Jahrhundert bis 1975. Das architektonische und kulturelle Erbe, vor allem aber die vielfältigen Kooperationsprojekte insbesondere seit der Unabhängigkeit Osttimors 2002 bilden heute die wesentlichen Pfeiler der osttimoresisch-portugiesischen Beziehungen.
Portugal ist nach Australien der zweitwichtigste Entwicklungshilfegeber Osttimors und bedeutendster Kooperationspartner bei der Entwicklung der wichtigsten Institutionen des jungen Landes, etwa des Rechtswesens, der öffentlichen Verwaltung, der Wirtschaft, des Bildungssystems oder auch des allgemeinen Informationszugangs und einer freien Medienlandschaft.
Seit 2002 ist Osttimor Vollmitglied in der Gemeinschaft der Portugiesischsprachigen Länder. Portugiesisch ist neben der lokalen Sprache Tetum offizielle Amtssprache in Osttimor.
Im Jahr 2015 waren 172 Bürger Osttimors in Portugal gemeldet, im portugiesischen Konsulat in Osttimor waren im Jahr 2012 9.700 Menschen registriert, davon 9.487 portugiesische Staatsbürger. Beide Zahlen nahmen bis 2023 stark zu.

## Geschichte

### Bis 1975

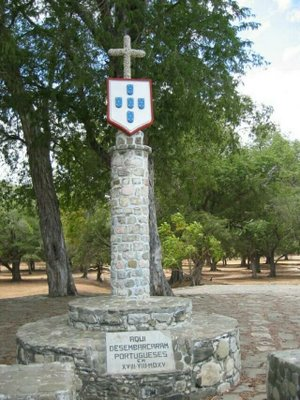
Gedenkstein nahe dem 2015 errichteten Lifau-Monument zur ersten Landung von Portugiesen in Timor 1515

Pataca-Schein aus Portugiesisch-Timor (1910)

1512 sichtete der Portugiese António de Abreu Timor als erster Europäer. Es ist nicht dokumentiert, ob er die Insel betrat. Als erste Landung gilt die Ankunft portugiesischer Dominikaner in Oe-Cusse Ambeno.
Zunächst setzten die Portugiesen sich nur auf der nahe gelegenen Insel Solor fest und liefen die Insel Timor an wechselnden Punkten an, um vor allem Sandelholz einzuhandeln. Die erste portugiesische Ortsgründung auf Timor wurde 1556 Lifau im Westen der Insel. Ab 1586 nahm Portugal Timor als Portugiesisch-Timor in Besitz. Die Insel wurde im Verlauf der Christianisierung zeitweise auch Ilha de Santa Cruz (Insel des Heiligen Kreuzes) genannt. Unterstand Portugiesisch-Timor de jure der portugiesischen Krone, so waren de facto die Topasse Herrscher der portugiesischen Gebiete auf Timor.
Mit der Wiederherstellung der Eigenständigkeit des Königreichs Portugal nach der Personalunion mit Spanien (1580–1640) nahm auch die Präsenz Portugals in der Region wieder zu, doch der niederländischen Expansion im Westen musste Portugal nach und nach weichen. 1756 war fast ganz Westtimor in niederländischer Hand. 1769 vertrieben die Topasse zeitweise die Portugiesen sogar aus ihrer Exklave Lifau, so dass Dili im Osten neue Hauptstadt wurde. Die Spannungen zwischen den Niederländern im Westen und den Portugiesen im Osten Timors blieben dabei stets bedrohlich und verhinderten eine Befriedung und feste Grenzziehung, die auch durch einen Grenzvertrag 1859 nicht erreicht wurde. Erst 1916 wurden die heutigen Grenzen festgelegt, inklusive der osttimoresischen Exklave Oe-Cusse Ambeno in Westtimor.
Auch im Osten bestand die Kolonie weitgehend aus Vasallenstaaten, die nach innen hin unabhängig blieben. Bei Abschluss des Vertrages zwischen den Portugiesen und den einheimischen Herrschern (Liurai) übergab man den Timoresen unter anderem eine portugiesische Flagge. Als Symbol der Macht wurden diese Flaggen zu Kultgegenständen und werden noch heute in den Heiligen Häusern (Uma Lulik) aufbewahrt. Den Portugiesen kam beim Erhalt ihrer Herrschaft die Kopfjagd zugute, die einen permanenten Kriegszustand zwischen den zahlreichen Reichen auf Timor mit wechselnden Machtkonstellationen bedeutete. Erst mit der Niederschlagung der Rebellionen in Portugiesisch-Timor (1860–1912) wurden die Liurais in Portugiesisch-Timor entmachtet und koloniale Verwaltungsstrukturen aufgebaut.

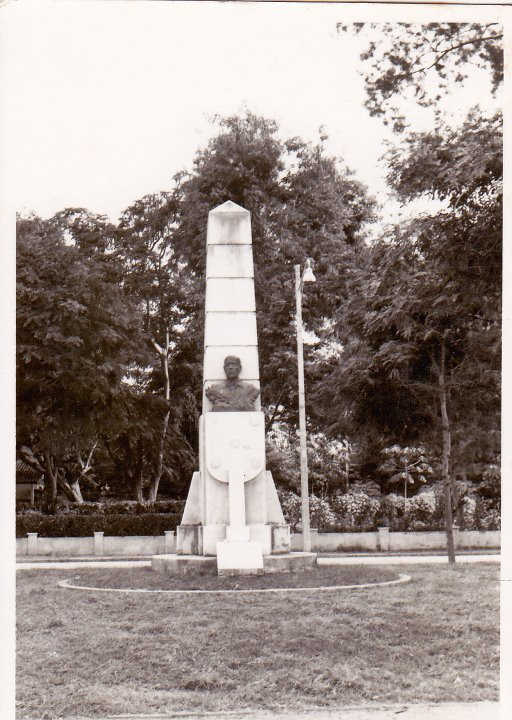
Denkmal für den Artur do Canto Resende in Dili (1970)

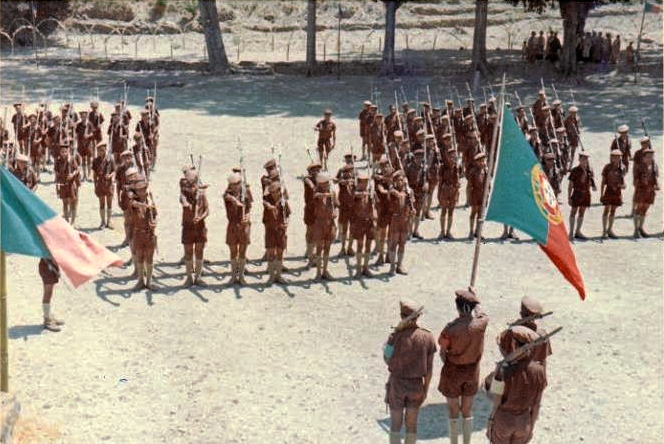
Vereidigung portugiesischer Soldaten im Ausbildungslager Marobo (1968)

Im Zweiten Weltkrieg blieb Portugal unter Diktator Salazar neutral, geriet aber in Macau und Timor dennoch zwischen die Fronten. Ende 1941 drangen zunächst alliierte Truppen in die Kolonie ein, um eine Verteidigungsbasis gegen die Japaner aufzubauen, 1942 begann die Schlacht um Timor und die Besetzung durch die Japaner. Alliierte Einheiten führten auf der Insel einen Guerillakrieg gegen die Japaner, unterstützt von Teilen der einheimischen timoresischen und portugiesischen Bevölkerung, trotz der offiziellen Neutralität Portugals. Vor allem von Portugal in die Kolonie Verbannte wie Manuel Viegas Carrascalão taten sich dabei hervor. Der von den Japanern hingerichtete Liurai Aleixo Corte-Real wurde später zum Volkshelden der Kolonie verklärt. Manuel Jesus Pires war ein portugiesischer Offizier, der aufseiten der Australier kämpfte. Die Japaner protestierten mehrfach bei der portugiesischen Regierung, auch wegen des kaum kooperativen portugiesischen Gouverneurs Manuel de Abreu Ferreira de Carvalho. Die portugiesische Zivilbevölkerung wurde schließlich interniert. Pro-japanische Gruppen von Timoresen, die schwarzen Säulen (portugiesisch Colunas Negras), griffen Priester und andere Zivilisten an. Insgesamt starben 75 Portugiesen und zwischen 40.000 und 70.000 Timoresen durch die japanische Besetzung. Mehrere Denkmäler in Osttimor erinnern an die Opfer des Zweiten Weltkrieges. Am 26. September 1945 fand die offizielle Kapitulationszeremonie der Japaner in Dili und die Rückgabe der Herrschaft an die Portugiesen statt – trotz des Widerstands der australischen und niederländischen Militärs.
1951 wurde Osttimor zu einer Überseeprovinz Portugals erklärt, was jedoch de facto keine wesentlichen Änderungen für Osttimors Situation als portugiesische Kolonie darstellte. 1954 nahm die staatliche Transportes Aéreos de Timor (TAT), die erste Fluggesellschaft der Kolonie, ihren Betrieb auf und verband verschiedene Punkte in der Kolonie und den benachbarten Regionen. Nachdem Portugal bereits ab 1894 als Geldwährung in Timor die Pataca herausgegeben hatte, führte die Kolonialmacht 1959 den Escudo Portugiesisch-Timors ein, der hier bis 1976 Zahlungsmittel blieb.
1959 kam es zur Viqueque-Rebellion und 1961 versuchte das Bureau de Luta pela Libertação de Timor einen letzten Aufstand gegen die Kolonialherren.
Nach der Nelkenrevolution in Portugal sollte auch Portugiesisch-Timor auf die Unabhängigkeit vorbereitet werden, doch kam es, angeheizt durch Indonesien, zum Bürgerkrieg zwischen den beiden großen Parteien, der konservativen UDT und der linksgerichteten FRETILIN, die aus dem kurzen Konflikt als Sieger hervorging. In beiden Parteien spielten neben Timoresen aus der Adels- und Bildungsschicht auch Mestiços bedeutende Rollen. Noch heute haben sie Einfluss auf die Politik in Osttimor. Portugals letzter Gouverneur Mário Lemos Pires zog sich während der Kämpfe im August 1975, zusammen mit der portugiesischen Administration und deren Familien, auf die Dili vorgelagerte Insel Atauro zurück. Der Bitte nach Rückkehr nach Dili durch die FRETILIN folgte Pires nicht.

### Indonesische Besatzung Osttimors und Unabhängigkeit

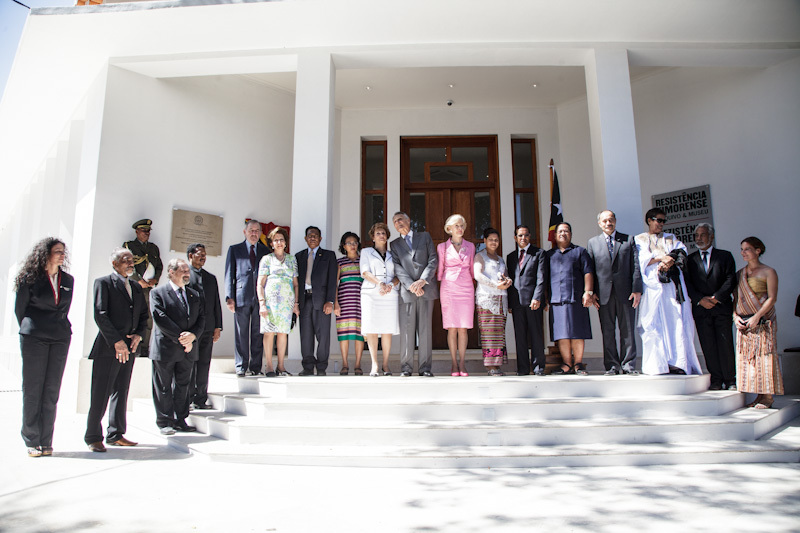
20. Mai 2012: Eröffnung des Museums des timoresischen Widerstands, u. a. mit Osttimors Premier Xanana Gusmão (2. v. r.) und Portugals Präsident Cavaco Silva (9. v. r.)

Angesichts der Infiltrierung der Grenzgebiete durch indonesische Streitkräfte sah sich die FRETILIN dazu gezwungen, am 28. November 1975 einseitig die Unabhängigkeit auszurufen. Portugal und der Großteil der internationalen Gemeinschaft erkannten dies nicht an. Neun Tage später begann Indonesien mit der offenen Invasion in das Nachbarland und der Besetzung Dilis. Tags darauf, am 8. Dezember verließen Pires und die portugiesische Gemeinde die Kolonie von Atauro aus an Bord zweier portugiesischer Kriegsschiffe. Die letzte portugiesische Flagge wehte noch über Atauro, bis am 30. Dezember indonesische Truppen auf Atauro landeten und sie zeremoniell einholten. Sie befindet sich nun im Privatbesitz von Francisco Lopes da Cruz, der mit den Indonesiern zusammenarbeitete.
1976 wurde Osttimor offiziell als indonesische Provinz Timor Timur annektiert. International galt Osttimor weiterhin als „abhängiges Territorium unter portugiesischer Verwaltung“. In der Verfassung Portugals von 1976 legte sich Portugal mit Artikel 307 die Verantwortung für Osttimor auf. Noch 2001 war dieser Abschnitt Teil der Verfassung (dann Artikel 293):

„(1) Portugal ist weiterhin an die ihm im Einklang mit dem Völkerrecht auferlegten Verantwortlichkeiten gebunden, das Recht Osttimors auf Unabhängigkeit zu unterstützen und zu gewährleisten.
(2) Es ist die Aufgabe des Präsidenten der Republik und der Regierung, alle Handlungen vorzunehmen, die zur Verwirklichung der in dem vorstehenden Absatz genannten Ziele erforderlich sind.“

Während in Osttimor der bewaffnete Widerstand im Guerillakrieg gegen die Besatzungsmacht vorging, versuchte die osttimoresische Diaspora auf diplomatischen und politischen Wegen die Unabhängigkeit Osttimors zurückzugewinnen. Eine große Gruppe lebte in Portugal, wo Osttimoresen auch nach verschiedenen friedlichen Botschaftsbesetzungen in den 1990er Jahren Asyl fanden. Beim Nationalen Timoresischen Kongress vom 23. bis 27. April 1998 im portugiesischen Peniche gelang die Vereinigung aller größeren osttimoresischen politischen Parteien im Dachverband des Conselho Nacional de Resistência Timorense. Portugal unterstützte während der gesamten Besatzungszeit die Osttimoresen auf dem diplomatischen Weg. In Portugal selbst unterstützten mehrere Nichtregierungsorganisationen Osttimor, so die Comissão para os Direitos do Povo Maubere (CDPM), die Paz e Justiça para Timor Leste, die Associação Portugal Loro Sae , die Espaço Timor und das Centro Internacional da Acção Jovem para a Paz. Bereits seit 1982 bestand die christliche A Paz é Possível em Timor-Leste (APPTL).
Insbesondere nach dem Santa-Cruz-Massaker 1991 nahmen die internationalen Proteste gegen die indonesischen Machthaber und für ein unabhängiges Osttimor stark zu. Neben Australien kam es besonders in Portugal zu großen Protest- und Solidaritäts-Demonstrationen, die die portugiesische Politik unter Druck setzten und eine portugiesische Verantwortung für die ehemalige Kolonie anmahnten. Die Osttimorfrage wurde in Portugal zur nationalen Frage und Symbol der jungen Generation. Man hatte eine grundlegend romantische Vorstellung von Timor. Portugiesische Musiker nahmen Lieder zu dem Thema auf, und zahlreiche Boykottaufrufe gegen Indonesien wurden laut. Portugiesische Musikgruppen mieden teils öffentlichkeitswirksam indonesische Restaurants auf ihren ausländischen Touren und machten in Kommentaren auf den Bühnen auf die Situation aufmerksam, etwa Madredeus. Auch portugiesische Autoren, teils mit osttimoresischen Wurzeln, setzten sich für die ehemalige Kolonie ein. Im März 1992 versuchten Aktivisten, mit Unterstützung der portugiesischen Regierung, mit der Fähre Lusitânia Expresso nach Osttimor zu fahren. Als Ziel dieser Mission „Frieden in Timor“ wurde angegeben, man wolle am Friedhof von Santa Cruz einen Kranz für die Opfer des Massakers niederlegen. Das Schiff wurde von der indonesischen Marine aufgehalten, doch sein eigentliches Ziel wurde erreicht: Weltweite Aufmerksamkeit.
Nach dem Ende der indonesischen Diktatur 1998 konnte in Verhandlungen zwischen Portugal, Indonesien und den Vereinten Nationen ein Unabhängigkeitsreferendum in Osttimor für den 30. August vereinbart werden. Die Abstimmung brachte ein klares Ergebnis für die völlige Unabhängigkeit Osttimors von Indonesien, doch indonesische Sicherheitskräfte und pro-indonesische Milizen überzogen das Land mit einer letzten Gewaltwelle. Die Vereinten Nationen entsandten daraufhin die internationale Eingreiftruppe INTERFET unter australischer Führung, die das Land wieder befriedete. Osttimor kam daraufhin bis 2002 unter UN-Verwaltung. Bei den verschiedenen UN-Missionen bis 2012 war Portugal immer beteiligt, teils durch Soldaten, teils durch Polizeikräfte. Die osttimoresisch-portugiesischen Beziehungen nahmen in dieser Phase stark zu.

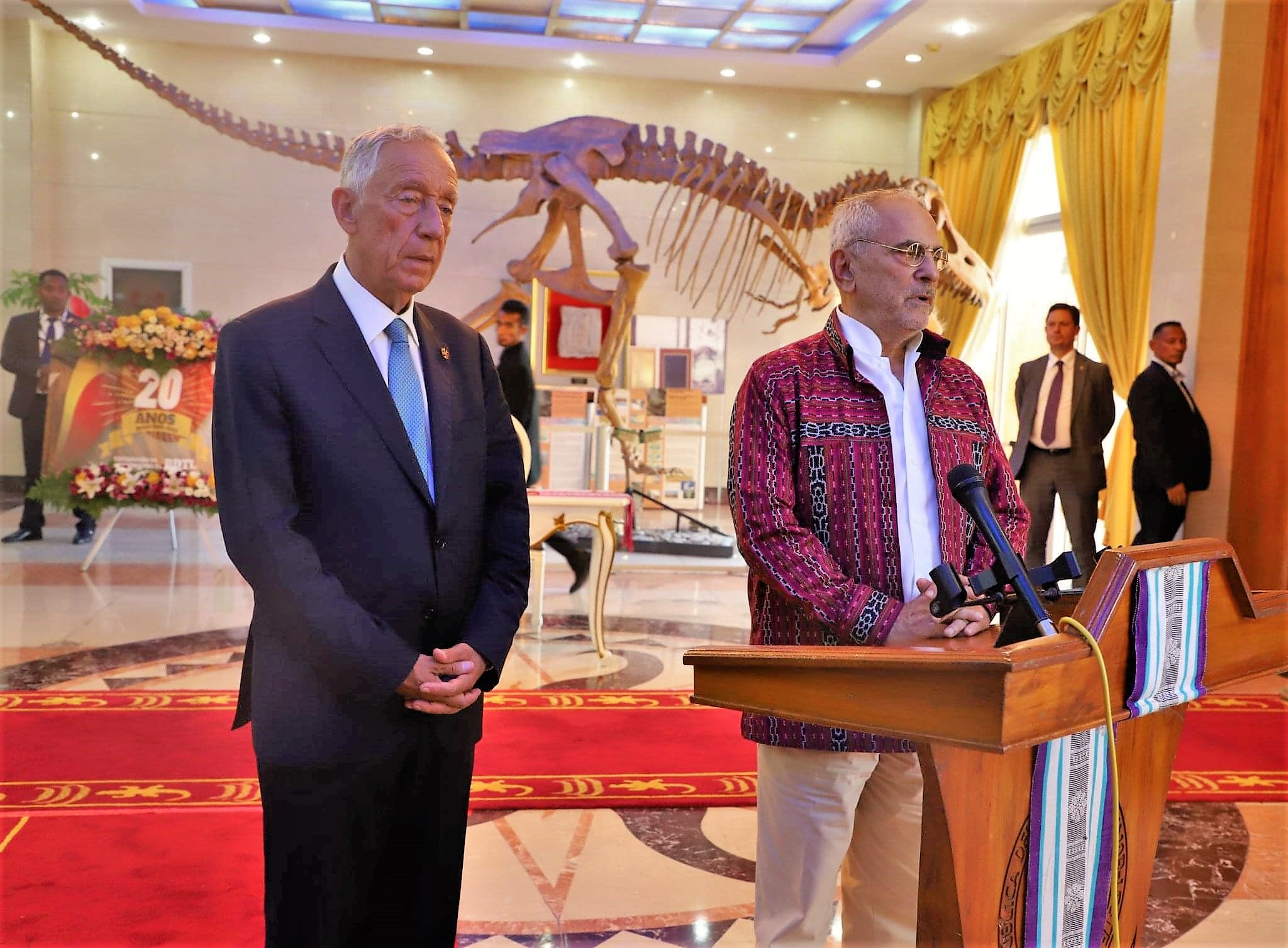
Präsident Marcelo Rebelo de Sousa bei Präsident José Ramos-Horta im Präsidentenpalast Osttimors (2022)

Am 20. Mai 2002 wurde Osttimor wieder in die Unabhängigkeit entlassen. Die Verfassung orientierte sich in Teilen an der portugiesischen Verfassung. Am selben Tag unterzeichneten die Demokratische Republik Osttimor und die portugiesische Republik ein umfassendes Kooperationsabkommen, das eine Zusammenarbeit und Unterstützung in einer Vielzahl Bereiche (unter anderem Wirtschaft, Justiz, innere Sicherheit, Militär, Kultur und Sprache, Gesundheit und Sozialversicherung, öffentliche Verwaltung, Urheberrecht, Jugendaustausch und Sport) vorsieht, aber auch regelmäßige Staatsbesuche und Konsultationen, gegenseitige Visafreiheit und vereinfachte Einreise- und Konsularbestimmungen und anderes.
Osttimor erhielt die ersten Boote für seine Marine von Portugal. Zwei Schnellboote der Albatross-Klasse wurden im Dezember 2001 überführt und auf die Namen Oecusse (P101) und Atauro (P102) getauft. Die Offiziere wurden von Portugal in Metinaro ausgebildet. 2008 wurden die beiden Boote in Indonesien überholt. In der Justiz Osttimors waren bis 2014 portugiesische Richter aktiv, um dem Juristenmangel im Lande abzuhelfen.
Seither wurden eine Reihe neuer Abkommen geschlossen und bestehende Kooperationen aktualisiert, etwa 2012 für die osttimoresische Informations- und Medienlandschaft, 2014 im Bereich Verteidigung oder 2016 in der Justiz.

### Seit 2022
Seit 2022 erlebt Portugal eine stark gestiegene Zahl von osttimoresischen Einwanderern. Allein bis Oktober sind im Jahr 2022 über 4.700 Menschen eingereist, oftmals von Schmugglerringen mit falschen Versprechungen angelockt. Staatsbürger Osttimors konnten bisher frei nach Portugal einreisen. Viele reisen desillusioniert zurück, nachdem sie in Portugal auf Schwierigkeiten wie Sprachbarriere und fehlende Arbeit treffen. Dennoch werden einige von illegalen Arbeitsvermittlungen in ausbeuterische Arbeitsverhältnisse in der Landwirtschaft vermittelt oder leben als chancenlose Obdachlose in den Straßen. Im Herbst 2022 wurden über 800 Menschen aus Osttimor gezählt, die insbesondere in Lissabon auf der Straße lebten.
Die Öffentlichkeit in Portugal und Osttimor nimmt inzwischen einigen Anteil an der Notlage der Osttimoresen im Land und drängt die Politik auf Abhilfe. Inzwischen kümmern sich eine Reihe Institutionen und Behörden in Portugal zum einen um eine Aufklärung der Osttimoresen über ihre Rechte und Verbesserung ihrer Lage und zum anderen um einen verstärkten Kampf gegen Schlepper und illegale Arbeitsvermittler.

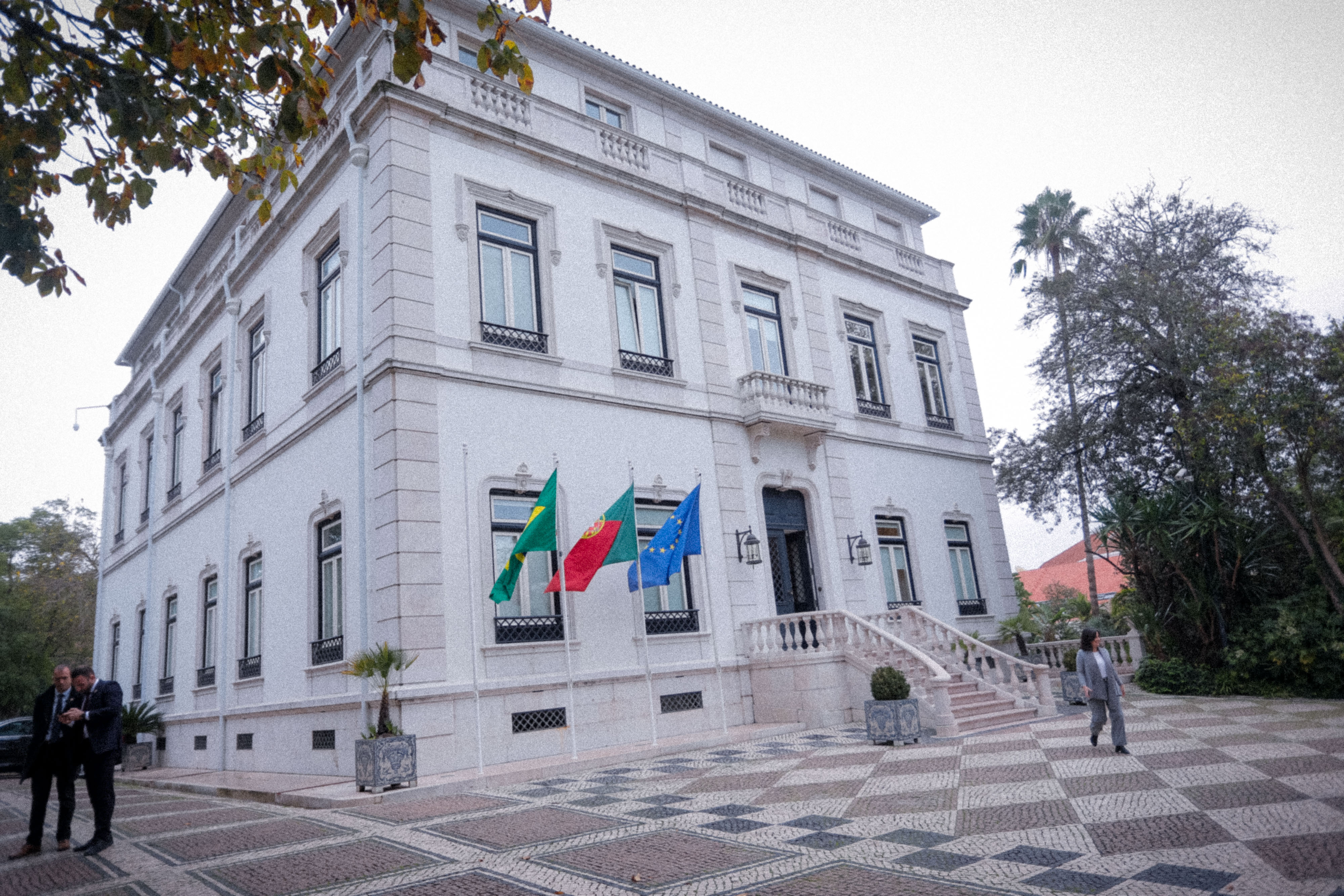
Der Palacete de São Bento (hinter dem Parlamentsgebäude Palácio de São Bento), Wohnsitz des amtierenden Premierministers Portugals. Hier wurden zuletzt im Oktober 2024 in einer Pressekonferenz neue Kooperationsabkommen zwischen Osttimor und Portugal von beiden Regierungschefs vorgestellt.

Auslöser der Auswanderungswelle sind zum einen die schwierige wirtschaftliche Lage vieler Menschen in Osttimor und zum anderen die dortige Aufmerksamkeit für Portugal, die mit dem Staatsbesuch des portugiesischen Präsidenten Rebelo Sousa zu den Feierlichkeiten zu 20 Jahren Unabhängigkeit Osttimors einherging.
Im Oktober 2023 trafen Portugal und Osttimor eine Vereinbarung, nach der Portugal seine Einreisebestimmungen änderte und eine Visumspflicht für Staatsbürger Osttimors einführte, um die Einwanderung sichtbarer zu machen und besser kontrollieren zu können. Gleichzeitig wird Osttimoresen der Zugang zum legalen Arbeitsmarkt und zum Sozialsystem Portugals erleichtert.
Im Oktober 2024 unterzeichneten der osttimoresische Premier Xanana Gusmão und sein portugiesischer Amtskollege Luís Montenegro ein neues Kooperationsabkommen (Programa Estratégico de Cooperação 2024-28) über 75 Mio. Euro, das die vorherige vierjährige Vereinbarung um 5 Mio. übertrifft. Das Abkommen, das mit einer Pressekonferenz im offiziellen Wohnsitz des portugiesischen Regierungschefs bekanntgegeben wurde, umfasst Projekte in den Bereichen Justiz, Infrastrukturen, Tourismus und in der Bildung, und da besonders der portugiesischen Sprache, mit dem Bau einer neuen portugiesischen Sprachschule in Dili, da die Auslastungsgrenze der bisherigen Schule überschritten ist. Zeitgleich unterzeichneten die Außenminister beider Staaten und der Minister für Projekte und strategische Investitionen Osttimors, Gastão Sousa, ein Kooperationsabkommen im Bereich Infrastrukturen, und mehrere zuständige Minister beider Staaten vereinbarten eine Kooperation Osttimors mit dem portugiesischen Programa Revive, das mit Weiterentwicklungen und Investitionen in Baudenkmäler und Kulturgüter sowohl qualitativen Tourismus als auch den Erhalt historischen und kulturellen Erbes fördert. 
In dem Zusammenhang hoben beide Seiten die engen und freundschaftlichen Beziehungen hervor. So sind sie sich gegenseitig wichtige Zugangstüren, für Portugal in den ASEAN-Wirtschaftsraum, in dem Osttimor bald Mitglied wird, und für Osttimor in die EU. Zudem unterhält Portugal als einziges EU-Land eine eigene Botschaft in Dili und übernimmt dort für eine Reihe EU-Staaten konsularisch-diplomatische Dienste. Beide Seiten nannten sich wiederholt Bruderstaaten (Países irmãos), und Xanana Gusmão nannte die Abkommen ein weiteres Zeichen der ungebrochen herzlichen Solidarität Portugals mit Osttimor, während Luís Montenegro sowohl die unvergessene Erinnerung an das unsagbare Leid des osttimoresischen Volkes als auch die freiheitsbringenden Parallelen zwischen der Nelkenrevolution vor 50 Jahren und dem Unabhängigkeitsreferendum Osttimors vor 25 Jahren hervorhob. Zudem bedankte sich Montenegro für die schnelle und großzügige Hilfe Osttimors in Höhe von 2,5 Mio. US-Dollar für die Insel Madeira, als sie im Sommer 2024 von zerstörerischen Waldbränden heimgesucht wurde, und dankte auch für die Zusage Osttimors, bei solchen Unglücken auch zukünftig zu helfen.

## Diplomatie

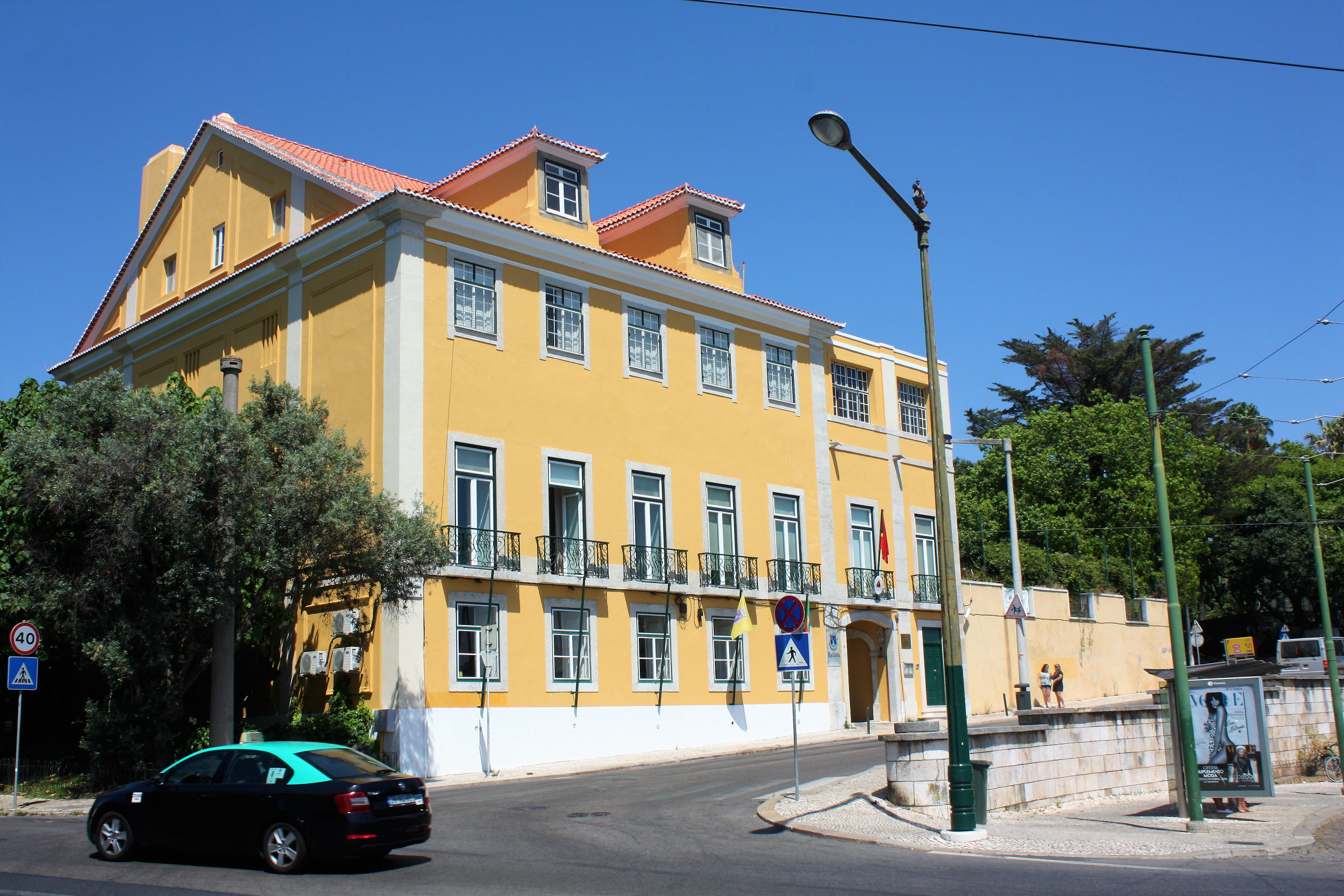
Die Botschaft Osttimors im Lissabonner Stadtteil Belém

Bereits am 4. Juni 2000 eröffnete die portugiesische Vertretung in der Hauptstadt Dili, erster Missionschef wurde am 5. Juni Pedro Moutinho de Almeida. Die Botschaft Portugals residiert seit 2017 in einem Neubau in der Avenida Marginal, davor im früheren ACAIT-Gebäude (Edifício ACAIT) in der Rua 30 de Agosto, Hausnummer 2.
Portugiesische Konsulate außerhalb der Botschaft bestehen in Osttimor nicht.
Die Botschaft Osttimors in der portugiesischen Hauptstadt Lissabon hat ihren Sitz am Largo dos Jerónimos Nr. 3, unweit des bekannten Weltkulturerbes Mosteiro dos Jerónimos. Sie war die erste Botschaft weltweit, die das unabhängige Osttimor eröffnete. Erster Botschafter war Pascoela Barreto.
Ein osttimoresisches Honorarkonsulat besteht zudem in Porto.

## Städtefreundschaften
Kommunen beider Länder sind durch Städte- und Gemeindefreundschaften verbunden. Bereits vor der vollen Unabhängigkeit Osttimors gingen portugiesische Städte und Gemeinden mit Orten in Osttimor Partnerschaften ein, am 6. Mai 2000 als erstes die Orte Baucau und Seixal. Bis 2014 sind bereits elf osttimoresisch-portugiesische Gemeindefreundschaften entstanden.

## Wirtschaft

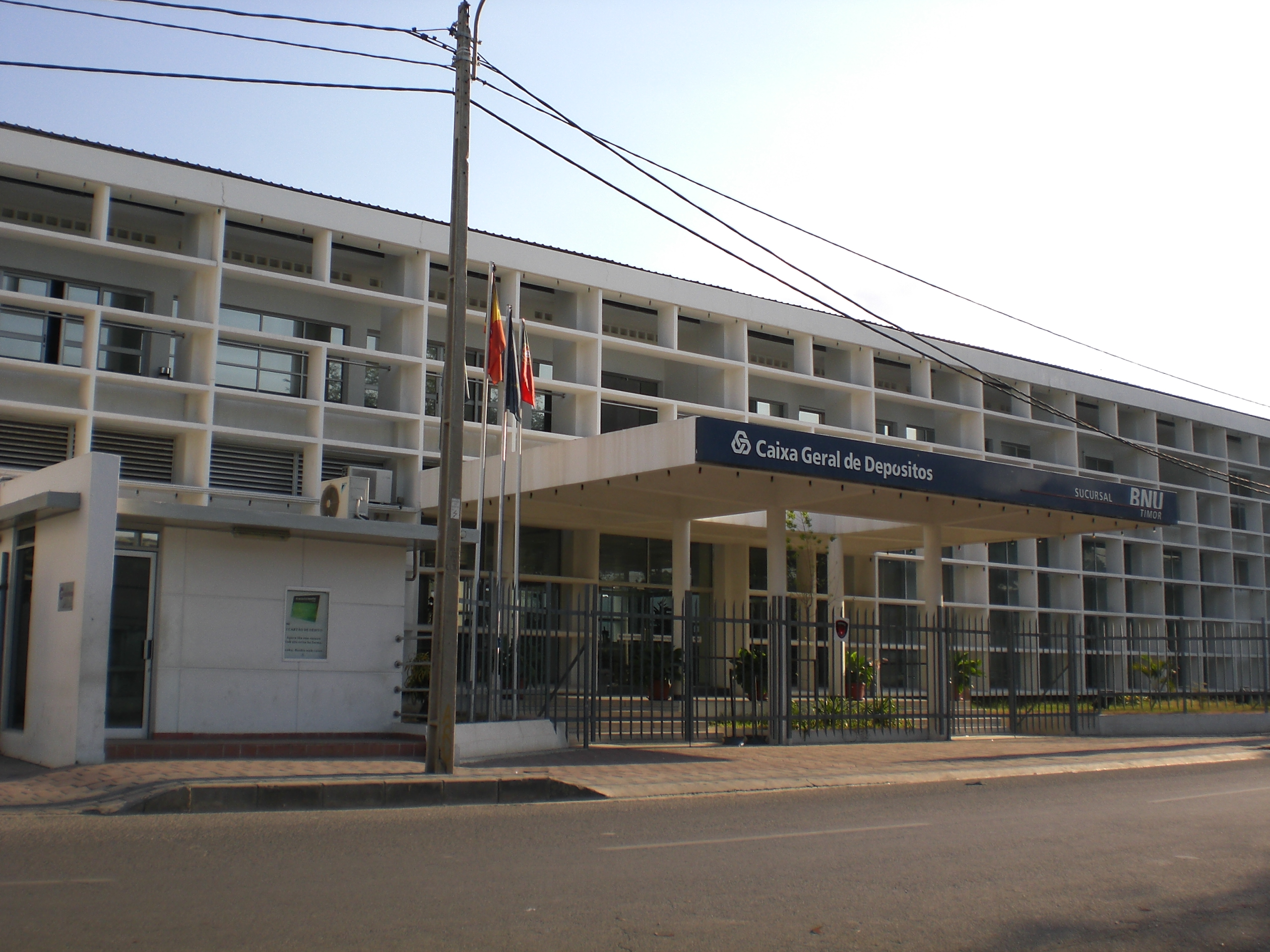
Niederlassung der portugiesischen Sparkasse Caixa Geral de Depósitos in Dili

Die bilateralen Wirtschaftsbeziehungen bewegen sich noch auf einem niedrigen Niveau, nehmen dabei aber stetig zu.
Die portugiesische Außenhandelskammer AICEP unterhält ein Büro an der portugiesischen Botschaft in Dili.
Im Jahr 2016 exportierte Portugal Waren und Dienstleistungen im Wert von 21,7 Mio. Euro nach Osttimor (2015: 22,0 Mio.; 2014: 17,2 Mio.; 2013: 14,2 Mio.; 2012: 14,8 Mio.). Unter den Waren waren 34,4 % Maschinen und Geräte, 22,3 % Lebensmittel, 9,9 % Papier und Zellulose und 8,2 % landwirtschaftliche Erzeugnisse.
Im gleichen Zeitraum lieferte Osttimor Waren und Dienstleistungen im Wert von 4,7 Mio. Euro an Portugal (2015: 6,0 Mio.; 2014: 4,1 Mio.; 2013: 3,9 Mio.; 2012: 3,8 Mio.). Von den Waren waren 97,9 % landwirtschaftliche Erzeugnisse, 1,2 % Textilien, 0,8 % Maschinen und Geräte und 0,1 % chemisch-pharmazeutische Produkte.
Damit stand Osttimor für den portugiesischen Waren-Außenhandel im Jahr 2016 an 105. Stelle als Abnehmer und an 139. Stelle als Lieferant. Für den Außenhandel Osttimors mit Waren stand Portugal damit an 6. Stelle unter den Abnehmern und an 8. Stelle unter den Lieferanten.
2018 registrierte das Statistische Amt Osttimors Importe aus Portugal in Höhe von 5.775.000 US-Dollar, womit Portugal auf Platz 13 der Herkunftsländer kam. Osttimor exportierte nach Portugal 499.200 kg Kaffee im Wert von 959.616 US-Dollar. Portugal kam so auf Platz 7 aller Zielländer osttimoresischer Exporte und auf Platz 6 der Kaffeeabnehmer. Zudem gab es von Osttimor nach Portugal Reexporte in Höhe von 71.000 US-Dollar (Platz 9).

## Migration und Einreisebestimmungen

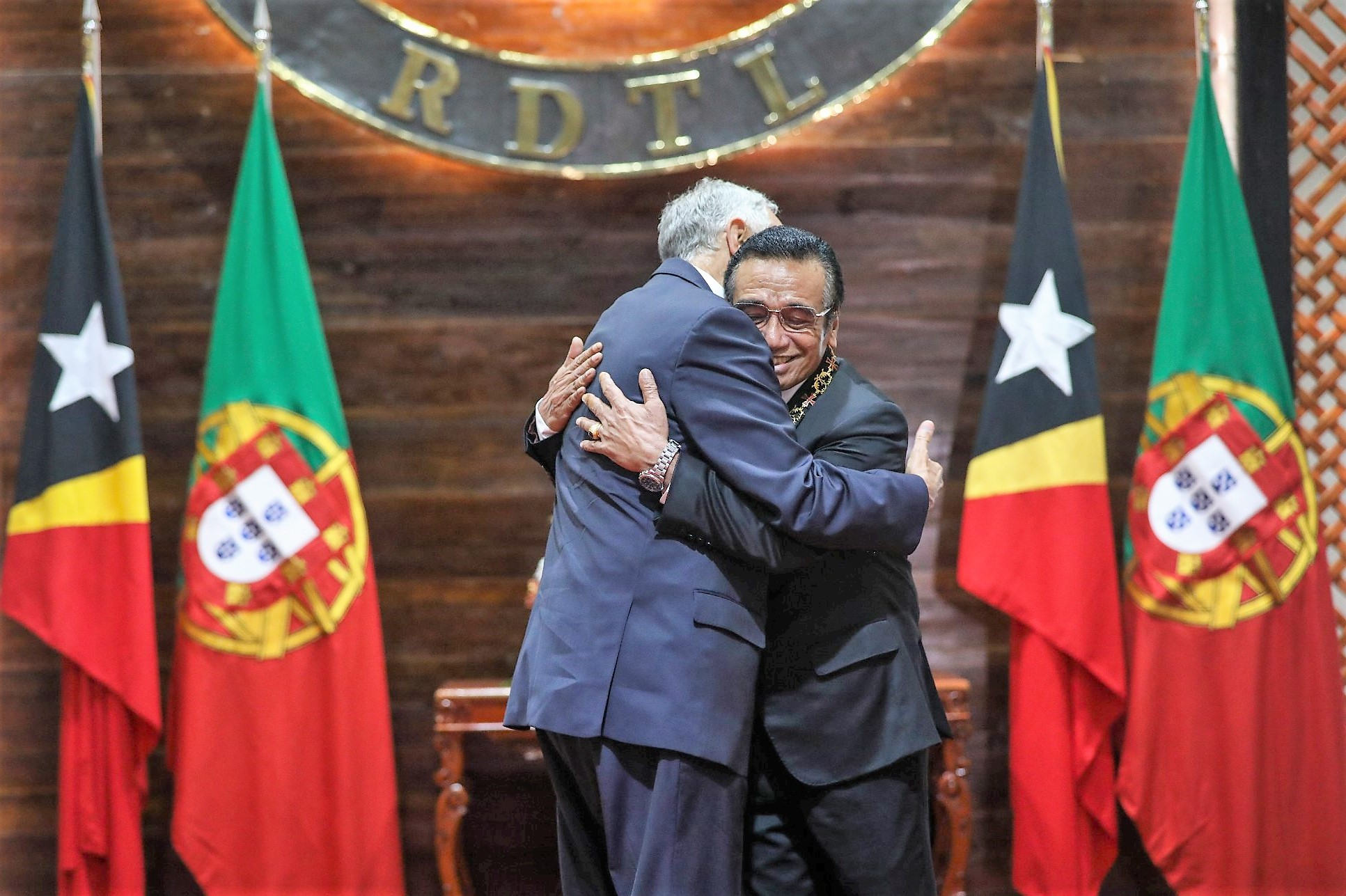
Osttimors Staatspräsident Francisco Guterres empfängt seinen portugiesischen Amtskollegen Marcelo Rebelo de Sousa am 19. Mai 2022: nach dem medial ausgiebig begleiteten Staatsbesuch nahm die Migration aus Osttimor nach Portugal stark zu.

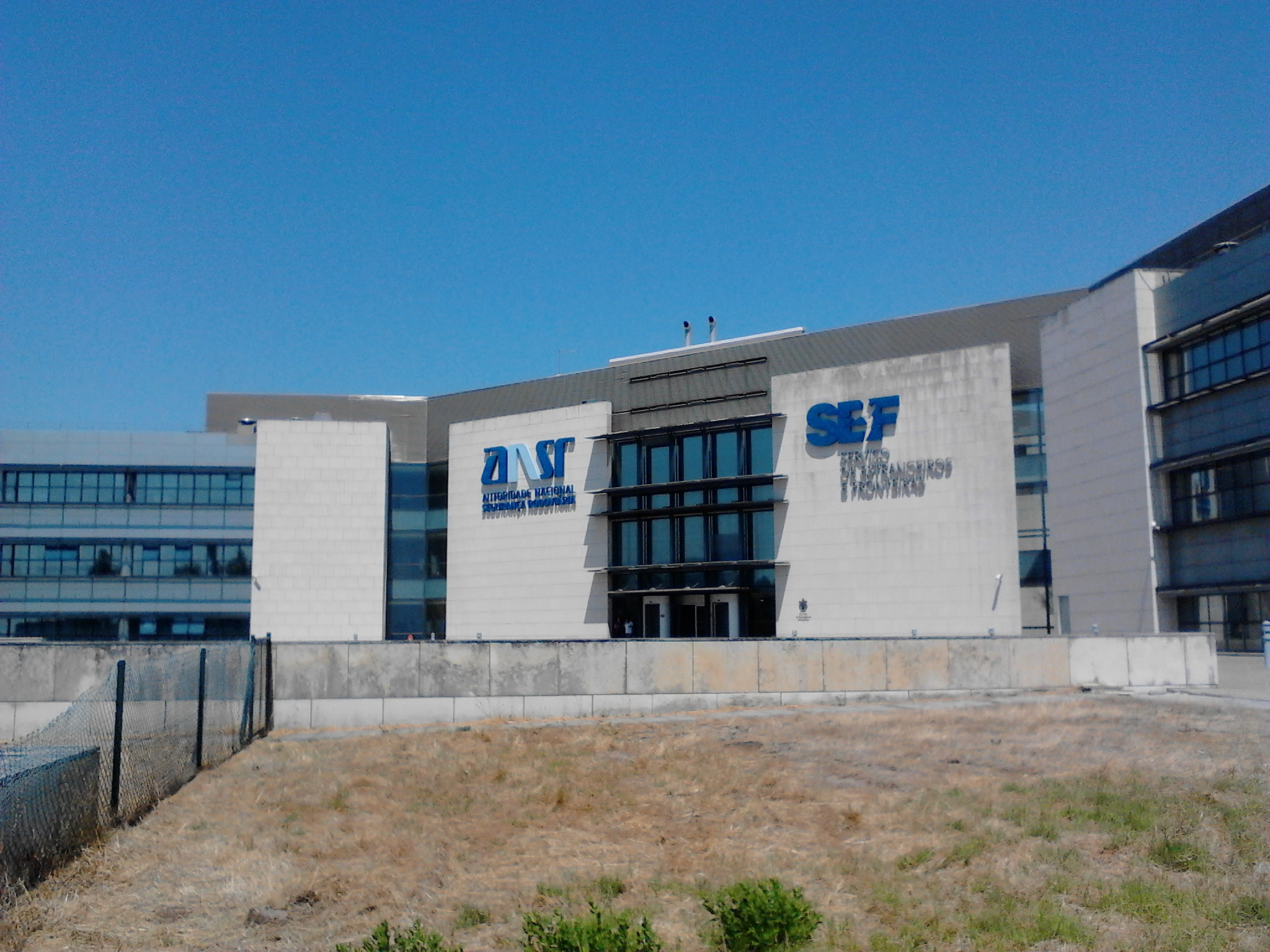
Gebäude der portugiesischen Einwanderungsbehörde SEF: Portugal und Osttimor kooperieren zunehmend auch in Migrationsfragen eng.

### Situation
Dank der jahrhundertealten Zugehörigkeit Osttimors zum portugiesischen Kolonialreich übersiedelten immer schon Portugiesen nach Osttimor und Osttimoresen nach Portugal. Auf Grund der großen Entfernung und der vergleichsweise kleinen Bevölkerung Osttimors waren es allerdings stets relativ kleine Zahlen. Gelegentlich erreichten dabei Menschen aus Osttimor in Portugal Bekanntheit.
Staatsbürger Osttimors waren nach der offiziellen Unabhängigkeit des Landes 2002 lange von der Visapflicht für die Schengenstaaten befreit. Auch portugiesische Staatsbürger genossen Visafreiheit in Osttimor.
Im Jahr 2022 jedoch begann eine unkontrollierte Einwanderung aus Osttimor, bei der allein bis Oktober 2022 etwa 4.700 Menschen nach Portugal kamen. Zu einem beträchtlichen Teil wurden sie von Schleppern hergelockt und teils in illegale ausbeuterische Arbeitsverhältnisse vor allem in der Landwirtschaft vermittelt, teils landeten sie hilf- und mittellos als Obdachlose in den Straßen vor allem Lissabons. Zunehmende Berichterstattung und Forderungen an offizielle Stellen, den notleidenden und perspektivlosen Menschen zu helfen und die Problemlage abzustellen, führten zum einen zu Hilfsangeboten und zur Aufklärung der Osttimoresen in Portugal über ihre Rechte, zum anderen zu einer Änderung der bisherigen, besonderen Einreisebestimmungen. Dabei fiel die Visafreiheit für Osttimoresen weg, um die Einreise aus Osttimor kontrollieren zu können. Zudem wurden die Hintergründe des Phänomens genauer untersucht und es wurden professionelle, häufig rumänische Schlepperbanden aufgedeckt, die in Osttimor unter falschen Versprechungen Menschen nach Portugal lockten. Im Oktober 2023 vereinbarten Portugal und Osttimor daraufhin neben der Aufhebung der besonderen Einreiseregelung auch Maßnahmen, um den Zugang von Menschen aus Osttimor zum legalen Arbeitsmarkt und den Sozialsystemen in Portugal zu regeln und zu vereinfachen. Die wichtigste Oppositionspartei in Osttimor, die FRETILIN, forderte die eigene Regierung im Juni 2024 auf, mit Portugal in dieser Frage zu kooperieren, um den etwa 5.000, oftmals illegal in Portugal lebenden Staatsbürgern Osttimors bei der Einhaltung und Nutzung der neuen Regeln zu helfen. Portugal gehört mit dem Vereinigten Königreich, Irland, Südkorea, Australien und Indonesien zu den häufigsten Zielen osttimoresischer Auswanderung.
Die visafreie Einreise für Portugiesen in Osttimor blieb dagegen unverändert bis zu 90 Tagen im Jahr möglich.

### Zahlen
Im Jahr 2023 lebten über 5.000 Staatsbürger Osttimors in Portugal. Ihre genaue Zahl ist unbekannt, da ein beträchtlicher Teil sich illegal im Land aufhält und daher vermutlich noch nicht alle von ihnen erfasst werden konnten. Die Summe der Rücküberweisungen, in der Regel der legal in Portugal lebenden Osttimoresen, belief sich im Jahr 2023 auf 470.000 Euro (2022: 340.000; 2021: 350.000; 2020: 330.000; 2019: 340.000; 2014: 920.000; 2010: 110.000; 2005: 110.000; 2001: 40.000).
Im Jahr 2023 lebten offiziell 271 in Portugal geborene Menschen in Osttimor, im portugiesischen Konsult waren jedoch 17.726 Portugiesen und mit Portugal verbundene Menschen registriert. Sie überwiesen 330.000 Euro zurück nach Portugal (2022: 340.000; 2021: 170.000; 2020: 80.000; 2019: 290.000; 2014: 210.000; 2010: 340.000; 2005: 30.000; 2001: 100.000).

## Kultur

### Institutionen

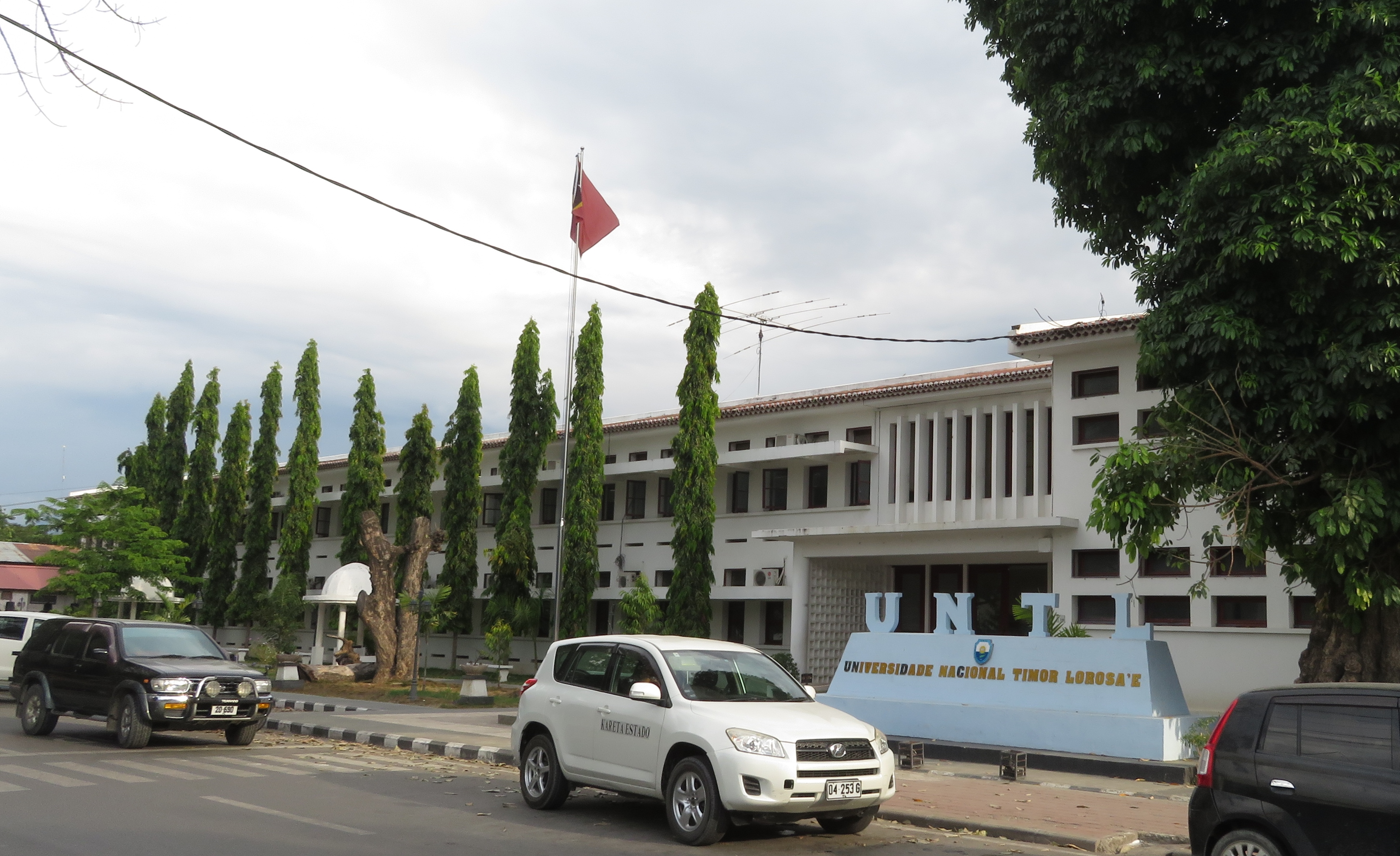
Die Nationaluniversität in Dili, Kooperationspartner des Instituto Camões

Seit 2009 wird die Nationalbibliothek von Osttimor aufgebaut, u. a. mit Hilfe der portugiesischen Imprensa Nacional-Casa da Moeda und der Portugiesischen Nationalbibliothek. Ihr Bestand ist noch klein (2014: 2.500 Bände, gespendet von der Imprensa Nacional), wird jedoch weiter ausgebaut. Die Nationalbibliothek soll die oberste Institution aller öffentlichen Bibliotheken Osttimors werden und das Pflichtexemplarrecht erhalten.
Das portugiesische Kulturinstitut Instituto Camões ist unter anderem mit einem Sprachzentrum und einem Lektorat an der Universidade Nacional de Timor-Leste und einem Lektorat am Nationalparlament Osttimors in Dili vertreten.
In Portugal existieren eine Reihe osttimoresisch-portugiesische Freundschaftsgesellschaften und osttimoresische Kulturvereine. Zu den bekanntesten zählt der Verein Tane Timor - Associação Amparar Timor in Porto, das im historischen Ribeira-Viertel (Rua Alfândega 3) ein eigenes Laden- und Begegnungslokal unterhält. 2013 wurde das 15-jährige Bestehen des Vereins mit einem Festakt unter Anwesenheit der Botschafterin Osttimors in Portugal, Natália Carrascalão im Historischen Archiv der Stadt Porto gefeiert. Unter den weiteren  Vereinen ist die Associação Por Timor, die 2004 als Hilfsorganisation für Kinder und Jugendliche in Osttimor gegründet wurde. Aber auch so verschiedene Organisationen wie die Freundschaftsgesellschaft Associação de Amizade Timor-Leste Portugal, der Kulturverein Uma Timor - Salurik, der sowohl die Kultur Osttimors in Portugal verbreitet als auch Osttimoresen Hilfestellung bei der Integration in Portugal leistet, oder auch der 1998 gegründete Verein Académicos Timorenses de Coimbra, in dem sich osttimoresische Akademiker und Studenten in der Universitätsstadt Coimbra zusammengeschlossen haben, sind darunter.

### Musik

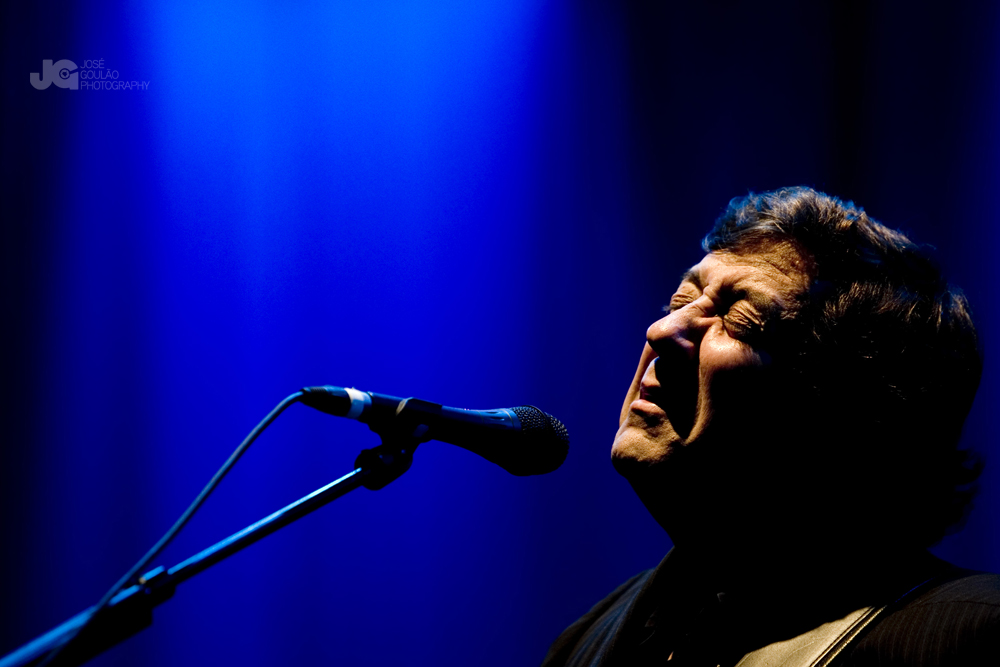
Rui Veloso

Vor allem nach dem Santa-Cruz-Massaker 1991 äußerte sich der zunehmende öffentliche Protest in Portugal gegen die indonesische Besatzung Osttimors auch in einer Reihe von Liedern, die portugiesische Pop- und Rockmusiker dem osttimoresischen Widerstand widmeten oder in denen sie vom Leid der Menschen in der früheren portugiesischen Kolonie sangen.
Unter den bis heute populären Stücken waren das hymnische Timor der Folk-Pop-Band Trovante und das von Heróis-do-Mar-Musikern geschriebene und 1992 von der erfolgreichen Supergroup Resistência popularisierte Timor.
Besondere Verbreitung fand zudem die Single Maubere von Rui Veloso, die er 1992 zusammen u. a. mit Carlos Paredes (Altmeister der Portugiesischen Gitarre), Nuno Bettencourt (Gitarrist der international populären US-Band Extreme) und dem Weltmusik- und Folk-Musiker Rão Kyao aufnahm und auf der er mit englisch-portugiesischem Text und mit den Bildern im Videoclip auf die Situation in Osttimor aufmerksam machte.
Die osttimoresische Sängerin Marvi gewann 2018 die sechste Ausgabe der Castingshow The Voice Portugal.
Der bekannte portugiesische Sänger José Cid ist mit der osttimoresischen Journalistin, Malerin und Politikerin Maria Gabriela Guterres Viegas Carrascalão verheiratet, die der Carrascalão-Familie entstammt.

### Architektur
In Osttimor finden sich nicht nur in der Landeshauptstadt zahlreiche Hinterlassenschaften der portugiesischen Kolonialherrschaft. Neben Festungsbauten sind dies repräsentative Bauten, wie der Regierungspalast Osttimors, Kirchen, Schulen (Liceu Dr. Francisco Machado, Pinto-Correia-Schulen) und andere.

## Sport

### Fußball

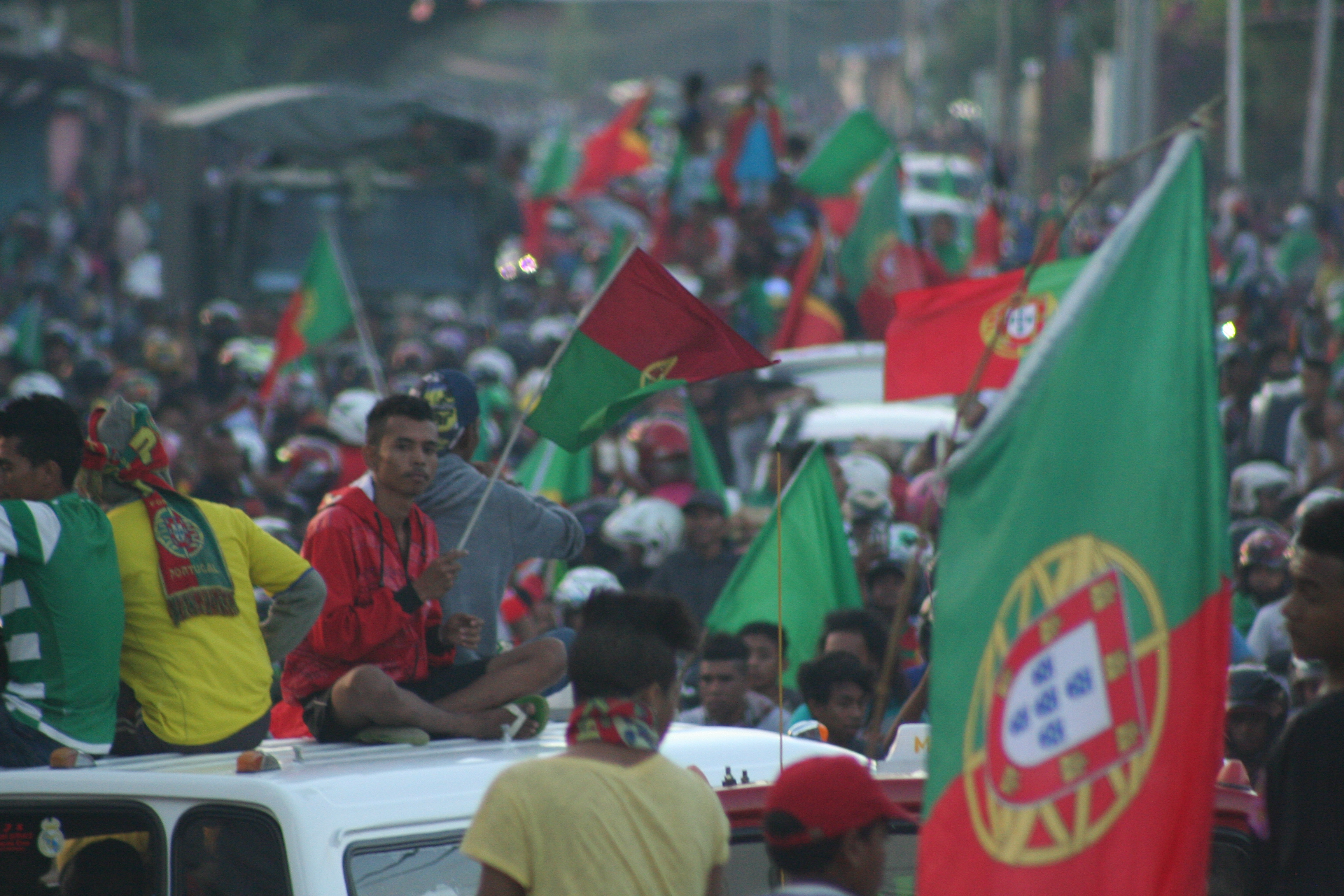
Jubel in Osttimor über Portugals EM-Gewinn 2016

Fußball ist in beiden Ländern der beliebteste Sport. Der Fußball in Osttimor wurde dabei vom portugiesischen Fußball geprägt. So wurden eine Reihe Vereine in Osttimor als Filialvereine portugiesischer Klubs gegründet, etwa Académica FC, Sport Laulara e Benfica, FC Porto Taibesse, Sport Dili e Benfica oder Sporting Clube de Timor. Auch der Boavista Futebol Clube Timor-Leste ist inzwischen ein Filialverein.
Die osttimoresische Fußballnationalmannschaft und die portugiesische Nationalelf spielten bisher noch nicht gegeneinander, generell spielte die Auswahl Osttimors bislang noch gegen keine europäische Elf (Stand Januar 2025).
2019 wurde der Portugiese Fabiano Flora Nationaltrainer Osttimors.
Einige portugiesische Fußballspieler sind auch osttimoresischer Nationalität, etwa Fábio Carvalho oder Alfredo Esteves.

### Andere
Der portugiesische Handballtrainer und ehemalige Handballnationalspieler Carlos Galambas wurde 1973 in Dili geboren.
Athleten aus Osttimor und aus Portugal trafen bisher bei allen Spielen des portugiesischen Sprachraums, den Jogos da Lusofonia, zusammen.